# Häljarp

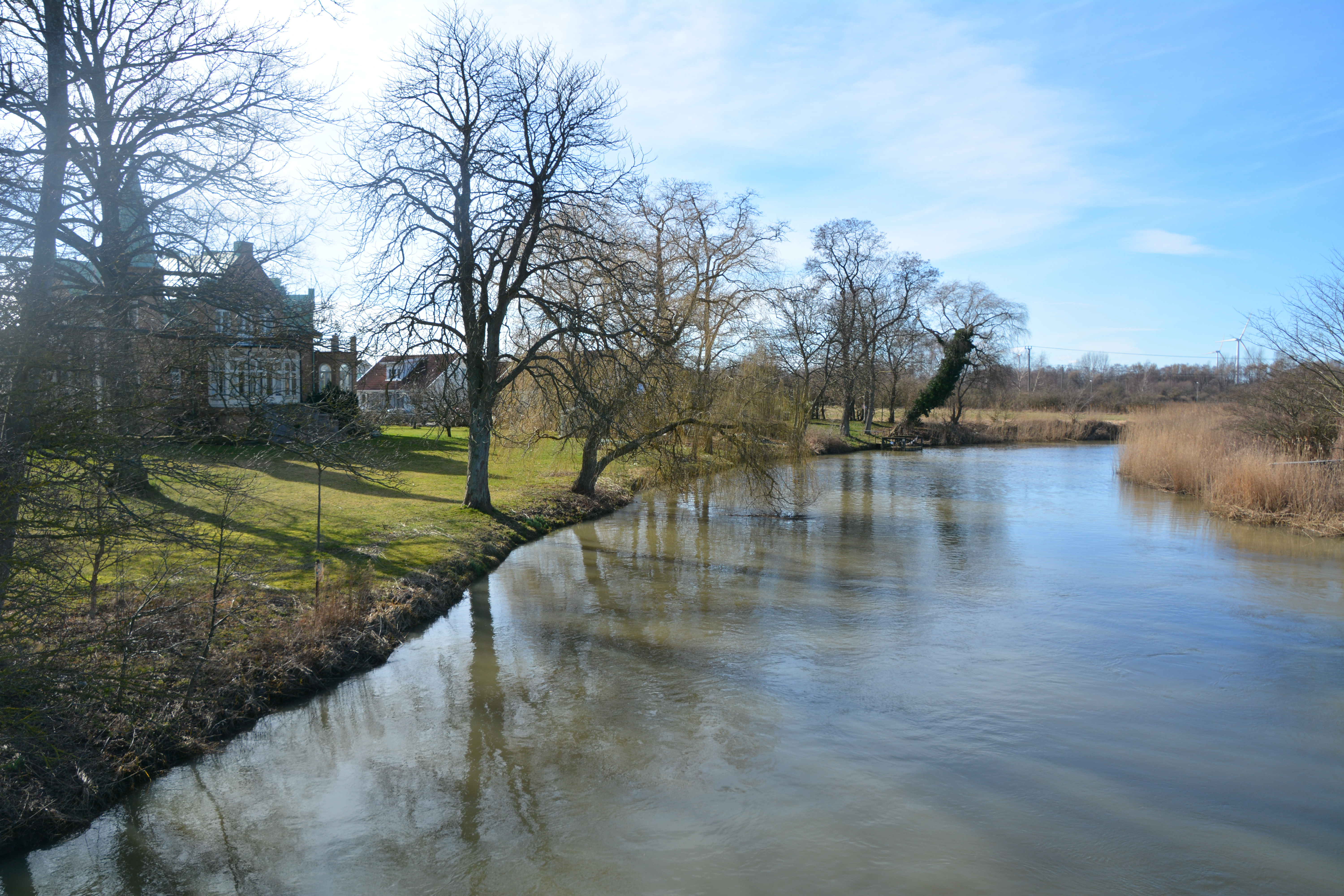
Saxån vid Annemarieholm i Häljarp

Häljarp är en tätort i Landskrona kommun i Skåne län.
Orten åtskiljs från Landskrona av motorvägen E6 samt koloniområdet Axeltofta. Häljarp ligger öster om E6:an, till huvuddelen söder om Saxån och norr om Saxtorpsskogen. Den dubbelspåriga Västkustbanan går genom Häljarp och det finns en järnvägsstation med stopp för Skånetrafikens lokaltåg Pågatågen. Strax norr om stationen finns Häljarps mölla, som är byggnadsminnesförklarad.

## Samhället

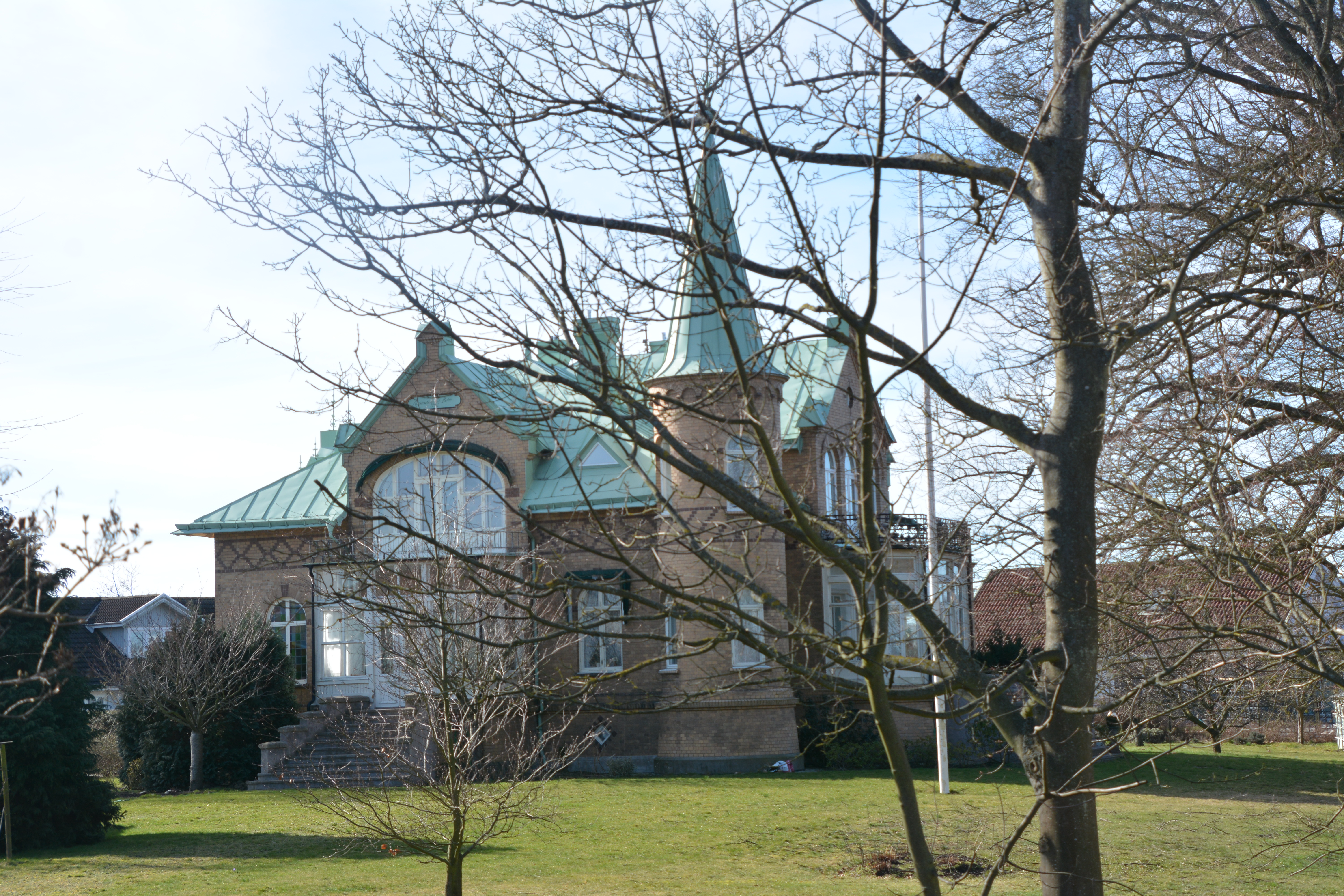
Annemarieholm

I Häljarp finns förskola och skolor upp till nionde klass samt sedan 2004 en golfbana, som hör till Öresunds GK. Vid högstadieskolan som heter Sandåkerskolan ligger en idrottsplats med fullstor gräsplan för fotboll (hemmaplan för Häljarps IF) och en konstgräsplan, samt en idrottshall,som är hemmaplan för Häljarps SK:s innebandy. Där ligger också den nybyggda lågstadieskolan Emiliaskolan mellan 
konstgräsplanen och idrottshallen. Sedan 2017 finns en rugbyklubb på orten: Heroes Rugby Club. 
I Häljarp vid Saxån ligger fastigheten Annemarieholm från 1902, kallad "Slottet".
Häljarp har även en Ica-butik som heter Häljarpshallen, två pizzerior och ett träningscenter.

## Befolkningsutveckling
| Befolkningsutvecklingen i Häljarp 1960–2020 | Befolkningsutvecklingen i Häljarp 1960–2020 | Befolkningsutvecklingen i Häljarp 1960–2020 | Befolkningsutvecklingen i Häljarp 1960–2020 | Befolkningsutvecklingen i Häljarp 1960–2020 |
| ------------------------------------------- | ------------------------------------------- | ------------------------------------------- | ------------------------------------------- | ------------------------------------------- |
|                                             |                                             |                                             |                                             |                                             |
| År                                          |                                             |                                             | Folkmängd                                   | Areal (ha)                                  |
| 1960                                        | 1960                                        |                                             | 518                                         |                                             |
| 1965                                        | 1965                                        |                                             | 1 125                                       |                                             |
| 1970                                        | 1970                                        |                                             | 1 320                                       |                                             |
| 1975                                        | 1975                                        |                                             | 1 965                                       |                                             |
| 1980                                        | 1980                                        |                                             | 2 453                                       |                                             |
| 1990                                        | 1990                                        |                                             | 2 547                                       | 131                                         |
| 1995                                        | 1995                                        |                                             | 2 480                                       | 132                                         |
| 2000                                        | 2000                                        |                                             | 2 511                                       | 135                                         |
| 2005                                        | 2005                                        |                                             | 2 561                                       | 135                                         |
| 2010                                        | 2010                                        |                                             | 2 795                                       | 158                                         |
| 2015                                        | 2015                                        |                                             | 3 134                                       | 209                                         |
| 2020                                        | 2020                                        |                                             | 3 713                                       | 230                                         |
| Anm.: sammanvuxen 2015 med Axeltofta        |                                             |                                             |                                             |                                             |